# National Basketball Association 1960-1961
La stagione della National Basketball Association 1960-1961 fu la 15ª edizione del campionato NBA. La stagione si concluse con la vittoria dei Boston Celtics, che sconfissero i St. Louis Hawks per 4-1 nelle finali NBA.

## Squadre partecipanti
- Boston Celtics
- Cincinnati Royals
- Detroit Pistons
- L.A. Lakers

- N.Y. Knicks
- Philad. Warriors
- St. Louis Hawks
- Syracuse Nationals

## Classifica finale

### Eastern Division
| Squadra               | V  | P  | %    | GB |
| --------------------- | -- | -- | ---- | -- |
| Boston Celtics C      | 57 | 22 | 72,2 | -  |
| Philadelphia Warriors | 46 | 33 | 58,2 | 11 |
| Syracuse Nationals    | 38 | 41 | 48,1 | 19 |
| New York Knicks       | 21 | 58 | 26,6 | 36 |

### Western Division
| Squadra            | V  | P  | %    | GB |
| ------------------ | -- | -- | ---- | -- |
| St. Louis Hawks    | 51 | 28 | 64,6 | -  |
| Los Angeles Lakers | 36 | 43 | 45,6 | 15 |
| Detroit Pistons    | 34 | 45 | 43,0 | 17 |
| Cincinnati Royals  | 33 | 46 | 41,8 | 18 |

## Vincitore
| Campione NBA 1960-1961     |
| -------------------------- |
| Boston Celtics (4º titolo) |

## Statistiche
| Categoria | Giocatore        | Squadra               | Stat  |
| --------- | ---------------- | --------------------- | ----- |
| Punti     | Wilt Chamberlain | Philadelphia Warriors | 3.033 |
| Rimbalzi  | Wilt Chamberlain | Philadelphia Warriors | 2.149 |
| Assist    | Oscar Robertson  | Cincinnati Royals     | 690   |
| FG%       | Wilt Chamberlain | Philadelphia Warriors | 50,9  |
| FT%       | Bill Sharman     | Boston Celtics        | 92,1  |

## Premi NBA
- NBA Most Valuable Player Award: Bill Russell, Boston Celtics
- NBA Rookie of the Year Award: Oscar Robertson, Cincinnati Royals
- All-NBA First Team:
  - Elgin Baylor, Los Angeles Lakers
  - Bob Pettit, St. Louis Hawks
  - Wilt Chamberlain, Philadelphia Warriors
  - Bob Cousy, Boston Celtics
  - Oscar Robertson, Cincinnati Royals
- All-NBA Second Team:
  - Dolph Schayes, Syracuse Nationals
  - Tom Heinsohn, Boston Celtics
  - Bill Russell, Boston Celtics
  - Larry Costello, Syracuse Nationals
  - Gene Shue, Detroit Pistons